# Patricia Alber
Patricia Alber (* 8. April 1988 in Linz als Patricia Reisinger) ist eine österreichische Politikerin (ÖVP) und Studentin. Alber war von 2009 bis 2015 Abgeordnete zum Oberösterreichischen Landtag.

## Leben
Alber besuchte zwischen 1994 und 2002 die Volks- und Hauptschule in Helfenberg und absolvierte danach von 2002 bis 2007 die HBLW in Rohrbach in Oberösterreich, die sie mit der Matura abschloss. Im September 2008 begann Alber ein Fachhochschulstudium Produktmarketing und Projektmanagement an der Fachhochschule Wiener Neustadt am Campus in Wieselburg, seit September 2009studiert sie Rechtswissenschaften an der Johannes Kepler Universität Linz. Alber engagierte sich bereits während ihrer Schulzeit in der katholischen Jugend und der Jungen VP, wobei sie letzterer 2003 beitrat. Sie wurde 2005 in den Bezirksvorstand der JVP Rohrbach gewählt und übernahm 2008 die Funktion der Bezirksobmann-Stellvertreterin. Seit 2009 fungiert sie als JVP-Bezirksobfrau, wobei sie am 23. Oktober 2009 auch als Landtagsabgeordnete in Oberösterreich angelobt wurde. Reisinger war von 2005 bis 2008 Mitarbeiterin der katholischen Jugend und von 2007 bis 2008 Mitglied im Pfarrgemeinderat der Pfarre Helfenberg. 
Nach der Landtagswahl in Oberösterreich 2015 schied Alber aus dem Landtag aus.
Alber wurde durch ihre Eltern politisch geprägt, wobei ihr Vater, Lehrer an der Landwirtschaftsschule in Kirchschlag bei Linz einige Zeit als ÖVP-Gemeinderat in Helfenberg aktiv war. 2011 heiratete sie den Juristen Bernd Alber, 2013 wurde sie Mutter einer Tochter.

## Auszeichnungen
- 2016: Silbernes Ehrenzeichen des Landes Oberösterreich[3]